# Mikroregion Marília

Mikroregion Marília

Mikroregion Marília – mikroregion w brazylijskim stanie São Paulo należący do mezoregionu Marília.

## Gminy
- Álvaro de Carvalho, 4.650 hab.;
- Alvinlândia, 3.000 hab.;
- Echaporã, 6.318 hab.;
- Fernão, 1.563 hab.;
- Gália, 7.011 hab.;
- Garça, 43.124 hab.;
- Lupércio, 4.353 hab.;
- Marília, 216.684 hab.;
- Ocauçu, 4.167 hab.;
- Oriente, 6.097 hab.;
- Oscar Bressane, 2.539 hab.;
- Pompeia, 19.963 hab.;
- Vera Cruz, 10.769 hab.